# John Bennett Herrington
John Bennett Herrington (* 14. September 1958 in Wetumka, Hughes County, Oklahoma) ist ein ehemaliger US-amerikanischer Astronaut. Er war der erste Indianer, der in den Weltraum flog.
Herrington, der zum Indianervolk der Chickasaw gehört, erhielt 1983 einen Bachelor in angewandter Mathematik von der University of Colorado. Ab 1984 war er Marineflieger, Pilotenausbilder und Testpilot, bevor er als Astronaut ausgewählt wurde. 1995 erwarb er einen Master in Luftfahrttechnik von der Naval Postgraduate School.

## Astronautentätigkeit
Im April 1996 wurde er durch die NASA als Astronautenkandidat ausgewählt. Am Johnson Space Center war er für das Astronautenbüro tätig, wo er als Mitglied der Astronautenunterstützungsmannschaften bei den Start- und Landemanövern der Space Shuttles mithalf.

### STS-113
Am 24. November 2002 flog er mit dem Space Shuttle Endeavour zur Internationalen Raumstation. STS-113 war die letzte Shuttle-Mission des Jahres 2002 und bis STS-115 im September 2006 die letzte Shuttle-Mission die zur Erweiterung der ISS diente, sowie ebenfalls der letzte erfolgreiche Flug vor dem Absturz der Raumfähre Columbia zwei Monate später. Die Endeavour transportierte dabei die Gitterstruktur P1 zum weiteren Ausbau der Raumstation. Bei drei Weltraumausstiegen montierte Herrington zusammen mit Michael López-Alegría die 12-Tonnen-Struktur an der ISS. Außerdem wurde die ISS-Besatzung der Expedition 5 durch drei neue Astronauten der Expedition 6 abgelöst.

## Nach der NASA
Im September 2005 verließ Herrington die NASA und wurde Vizepräsident und Flugdirektor bei Rocketplane Global. Nach zwei Jahren verließ er im Dezember 2007 das Unternehmen. 2013 erwarb er einen Doktortitel in Pädagogik an der University of Idaho. Herrington hat zudem zahlreiche Auszeichnungen, unter anderem wurde er 2002 in die Chickasaw Nation Hall of Fame und 2007 in die Oklahoma Aviation and Space Hall of Fame aufgenommen.

## Privates
Herrington ist seit 2009 mit Margo Aragon verheiratet, das Ehepaar hat 2 Kinder. Er lebt zusammen mit seiner Familie in Lewiston, Idaho.